# Wściekłość i duma
Wściekłość i duma (wł. La Rabbia e l’Orgoglio) – książka autorstwa Oriany Fallaci napisana w 2001 roku w reakcji na ataki terrorystyczne 11 września. Autorka napisała również opublikowany w „Corriere della Sera” artykuł pod tym samym tytułem. „Gazeta Wyborcza” przedrukowała artykuł w wydaniu z 6–7 października 2001 roku.
Książka, mająca charakter rozbudowanego pamfletu, jest poświęcona głównie krytyce islamu oraz niekonfrontacyjnej postawy ludzi chrześcijańskiego Zachodu wobec naporu islamu. Fallaci odrzuca tezę o istnieniu umiarkowanego islamu i przewiduje długotrwałą konfrontację Zachodu ze światem muzułmańskim. Rozwija w niej wywód przeciwko Jaserowi Arafatowi, którego nazywa „arabskim terrorystą”. Krytykuje również Kościół katolicki za ekumenizm.
Artykuł a później książka wywołały gorące dyskusje i liczne kontrowersje, z uwagi na bardzo radykalne podejście autorki do tematyki arabskiej i islamu w Europie oraz kwestii imigracji z krajów muzułmańskich do Europy. Krytycy zarzucają autorce przedstawienie sprymitywizowanej wersji teorii Samuela Huntingtona o zderzeniu cywilizacji oraz postawę rasistowską.